# Список похороненных на Новодевичьем кладбище (В)
Новодевичье кладбище является одним из самых известных некрополей Москвы. Оно было образовано в 1898 году вдоль южной стены Новодевичьего монастыря, где имеется дворянский некрополь XIX века. В советское время это было второе по значимости кладбище после некрополя у Кремлёвской стены. Многие могилы Новодевичьего кладбища являются объектами культурного наследия. В данной статье представлен список значимых людей, похороненных на Новодевичье кладбище, фамилии которых начинаются на букву «В».

## Список
- Вавилов, Сергей Иванович (1891—1951) — физик, академик АН СССР, Президент АН СССР; младший брат академика Николая Вавилова; 1 уч. 42 ряд.
- Вайнонен, Василий Иванович (1898—1964) — балетмейстер, заслуженный артист РСФСР (1939); колумбарий, секция 120-8-2.
- Ван Мин (1904—1974) — китайский революционер, партийный и государственный деятель; 7 уч. лев.ст. 1 ряд
- Ванин, Василий Васильевич (1898—1951) — актёр театра и кино, режиссёр, профессор ВГИКа, народный артист СССР; автор памятника И. М. Рукавишников; 2 уч. 23 ряд.
- Вараксин, Фёдор Дмитриевич (1908—1975) — Министр бумажной и деревообрабатывающей промышленности СССР (1954—1957); 6 уч. 28 ряд.
- Варга, Евгений Самуилович (1879—1964) — экономист, политолог, академик АН СССР; автор памятника В. А. Сидур; 6 уч. 10 ряд.
- Варенцов, Сергей Сергеевич (1901—1971) — командующий артиллерией, ракетными войсками и артиллерией Сухопутных войск, Главный маршал артиллерии, Герой Советского Союза; колумбарий, 129 секция
- Варламов, Леонид Васильевич (1907—1962) — режиссёр и сценарист документального кино, заслуженный деятель искусств РСФСР (1950), лауреат премии «Оскар» (1943) за документальный фильм «Разгром немецких войск под Москвой»; 8 уч. 19 ряд.
- Васильев, Аркадий Николаевич (1907—1972) — писатель; 7 уч. пр.ст. 20 предпоследний ряд.
- Васильев, Георгий Николаевич (1899—1946) — кинорежиссёр, сценарист, заслуженный деятель искусств РСФСР; 8 уч. 1 ряд (см. также Братья Васильевы).
- Васильев, Иван Дмитриевич (1897—1964) — генерал-полковник танковых войск, Герой Советского Союза; 6 уч. 4 ряд.
- Васильева, Вера Кузьминична (1925—2023) — советская и российская актриса театра и кино, народная артистка СССР; 11 уч. 8 ряд.
- Васильев, Сергей Дмитриевич (1900—1959) — кинорежиссёр, сценарист, народный артист СССР; 8 уч. 1 ряд (см. также Братья Васильевы).
- Васильев-Буглай, Дмитрий Степанович (1888—1956) — композитор, хоровой дирижёр, заслуженный деятель искусств РСФСР (1947); 4 уч. 39 ряд.
- Васильев-Южин, Михаил Иванович (1876—1937) — член РСДРП с 1898 года, заместитель председателя Верховного суда СССР (1924—1937); колумбарий, секция 79-3-3
- Васильков, Николай Корнилович (1902—1973) — советский военный деятель, Генерал-лейтенант артиллерии; колумбарий, секция 134-5-4.
- Василькова, Зоя Николаевна (1926—2008) — актриса кино и театра; колумбарий, секция 134-5-4.
- Васягин, Семён Петрович (1910—1991) — генерал армии; 11 уч. 3 ряд
- Вахтангов, Евгений Багратионович (1883—1922) — театральный режиссёр и актёр, основатель и руководитель Студенческой драматической студии, позже 3-я Студия МХТ и Театр имени Вахтангова; автор памятника О. К. Комов; 2 уч. 11 ряд.
- Введенский, Борис Алексеевич (1893—1969) — радиофизик, главный редактор БСЭ (1951—1969), академик АН СССР (1943), Герой Социалистического Труда (1963); 7 уч. пр.ст. 8 ряд.
- Веденеев, Борис Евгеньевич (1884—1946) — гидроэнергетик, академик АН СССР; 2 уч. 38 ряд.
- Веденов, Александр Алексеевич (1933—2008) — физик, член-корреспондент РАН; 3 уч., 45 ряд, 15 место
- Вейц, Вениамин Исаакович (1905—1961) — энергетик, член-корреспондент АН СССР; 8 уч. 8 ряд
- Векслер, Владимир Иосифович (1907—1966) — физик, академик АН СССР; 6 уч. 34 ряд.
- Векшинский, Сергей Аркадьевич (1896—1974) — учёный в области электровакуумной техники, академик АН СССР; 3 уч. 50 ряд.
- Велихов, Евгений Павлович (1935—2024) — советский и российский учёный в области физики плазмы и управляемого термоядерного синтеза, академик АН СССР, Герой Социалистического Труда и Герой Труда Российской Федерации; 11 уч. 8 ряд.
- Веневитинов, Дмитрий Владимирович (1805—1827) — поэт; перезахоронен из Симонова монастыря в 1930 году; 2 уч. 13 ряд.
- Вербицкий, Анатолий Всеволодович (1926—1977) — актёр театра и кино, актёр Художественного театра с 1947 года, заслуженный артист РСФСР (1962); 2 уч. 8 ряд.
- Вербицкий, Всеволод Алексеевич (1896—1951) — актёр Художественного театра с 1916 года, народный артист РСФСР (1948); 2 уч. 8 ряд.
- Вересаев, Викентий Викентьевич (1867—1945) — писатель, литературовед; 2 уч. 27 ряд.
- Верещагин, Леонид Фёдорович (1909—1977) — физик (труды по свойствам веществ при высоких давлениях), академик АН СССР; 7 уч. лев.ст. 12 ряд.
- Вернадский, Владимир Иванович (1863—1945) — естествоиспытатель, мыслитель, общественный деятель, академик Петербургской АН и АН СССР; автор памятника З. М. Виленский; 3 уч. 45 ряд.
- Вернов, Сергей Николаевич (1916—1982) — физик, академик АН СССР; 10 уч. 1 ряд.

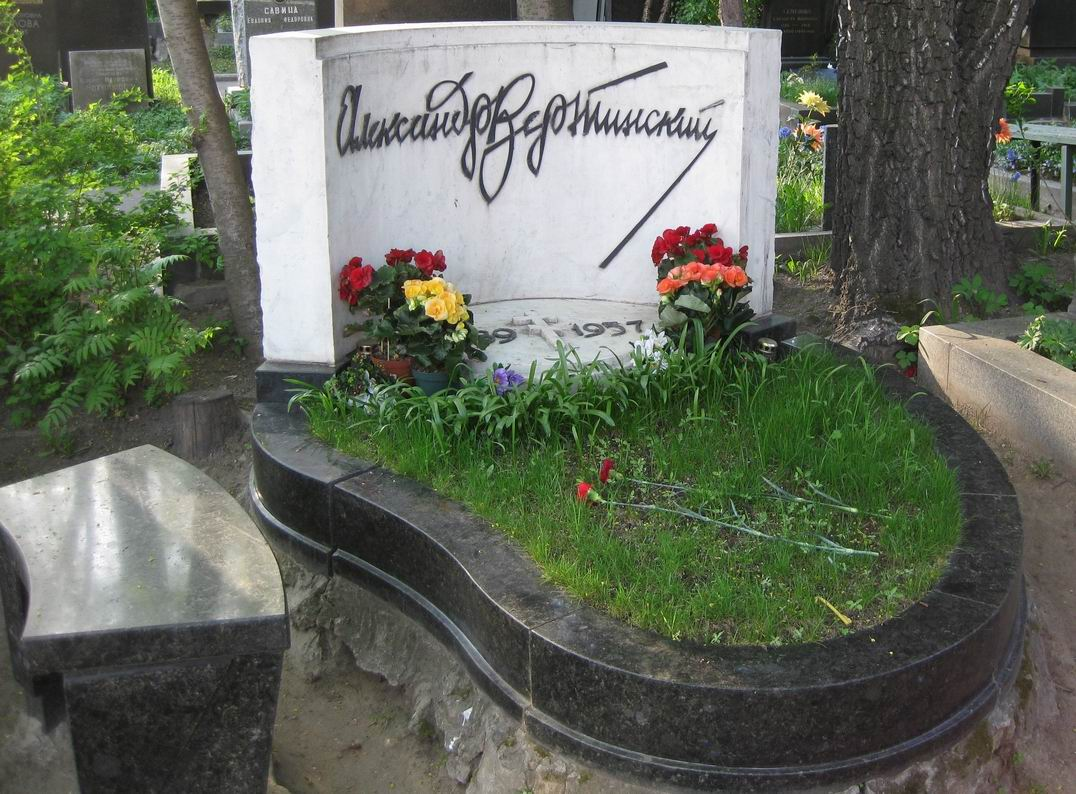
Памятник певцу Александру Николаевичу Вертинскому

- Вертинская, Лидия Владимировна (1923—2013) — актриса, художник, жена А. Н. Вертинского; 5 уч. 5 ряд.
- Вертинский, Александр Николаевич (1889—1957) — певец, композитор, поэт, киноактёр; 5 уч. 5 ряд.
- Вертов, Дзига (1896—1954) — кинорежиссёр и теоретик документального кино; перезахоронен с Миусского кладбища; 6 уч. 19 ряд.
- Вершигора, Пётр Петрович (1905—1963) — один из руководителей партизанского движения, писатель, генерал-майор, Герой Советского Союза; 8 уч. 26 ряд
- Вершинин, Константин Андреевич (1900—1973) — командующий ВВС, Главный Маршал авиации, Герой Советского Союза; 7 уч. лев.ст. 7 ряд
- Веселовский, Евгений Анисимович (1907—1964)- Министр городского и сельского строительства РСФСР (с декабря 1955) 6 уч. 11 ряд N9.
- Веснин, Александр Александрович (1883—1952) — архитектор, педагог; 1 уч. 33 ряд.
- Веснин, Виктор Александрович (1882—1950) — архитектор, в содружестве с братьями автор ДнепроГЭСа, академик АН СССР (1943), первый Президент Академии архитектуры СССР (1939—1949); 1 уч. 33 ряд.
- Веснин, Леонид Александрович (1880—1933) — архитектор, педагог; 1 уч. 33 ряд.
- Ветчинкин, Владимир Петрович (1888—1950) — учёный в области аэродинамики, самолётостроения и ветроэнергетики, Заслуженный деятель науки и техники РСФСР, доктор технических наук; автор памятника скульптор З. М. Виленский; 3 уч. 56 ряд.
- Вечный, Пётр Пантелеймонович (1891—1957) — советский военный деятель, генерал-лейтенант; 5 уч. 6 ряд.
- Викландт, Ольга Артуровна (1911—1995) — актриса театра и кино, народная артистка РСФСР; 2 уч. 23 ряд рядом с актёром В. В. Ваниным.
- Виноградов, Александр Павлович (1895—1975) — геохимик, академик АН СССР; 9 уч. 1 ряд.
- Виноградов, Виктор Владимирович (1895—1969) — литературовед, лингвист, академик АН СССР; 7 уч. пр.ст. 9 ряд.
- Виноградов, Владимир Никитич (1882—1964) — терапевт, академик АМН СССР (1944), Герой Социалистического Труда (1957); автор памятника М. К. Аникушин; 3 уч. 49 ряд
- Виноградов, Иван Матвеевич (1891—1983) — математик, академик АН СССР; 10 уч. 1 ряд.
- Виноградов, Сергей Александрович (1907—1970) — Председатель Комитета по радиовещанию СССР, посол СССР во Франции; 7 уч. пр.ст. 13 ряд.
- Виноградова, Евдокия Викторовна (1914—1962) — одна из зачинательниц виноградовского движения (стахановского движения многостаночниц в текстильной промышленности); 8 уч. 19 ряд.
- Виноградова-Бенуа, Нина Александровна (1936—1986) — художница-график, сценограф, искусствовед, реставратор. Похоронена рядом с мужем И. С. Глазуновым; 5 участок 33 ряд на Центральной аллее.
- Виноградова, Мария Ивановна (1910—1990) — одна из зачинательниц виноградовского движения (стахановского движения многостаночниц в текстильной промышленности), Герой Социалистического Труда (1971); 4 уч. 43 ряд.
- Винокуров, Александр Николаевич (1869—1944) — Нарком социального обеспечения РСФСР (1918—1921), Председатель Верховного суда СССР (1924—1938); колумбарий, 1 уч. справа от башни монастырской стены.
- Винокуров, Евгений Михайлович (1925—1993) — поэт; колумбарий, секция 131-24-2.
- Винтер, Александр Васильевич (1878—1958) — энергетик, академик АН СССР; 5 уч. 18 ряд.
- Виппер, Роберт Юрьевич (1859—1954) — историк, академик АН СССР; 4 уч. 42 ряд.
- Виппер, Юрий Борисович (1916—1991) — литературовед, академик АН СССР (1987); 4 уч. 42 ряд.
- Вишневская, Галина Павловна (1926—2012) — оперная певица, Народный артист СССР; 5 уч. 24 ряд у Центральной аллеи.
- Вишневский, Александр Александрович (1906—1975) — хирург, академик АМН СССР (1957), генерал-полковник медицинской службы (1963), Герой Социалистического Труда (1966); 9 уч. 1 ряд
- Вишневский, Александр Александрович (1939—2013) — хирург, профессор, лауреат Государственной премии СССР; 9 уч. 1 ряд
- Вишневский, Александр Васильевич (1874—1948) — военный хирург, создатель лечебной мази, академик АМН СССР; 3 уч. 63 ряд
- Вишневский, Всеволод Витальевич (1900—1951) — писатель, драматург; автор памятника С. Т. Конёнков; 2 уч. 18 ряд.
- Владимирский, Лев Анатольевич (1903—1973) — Адмирал (1954); 7 уч. лев.ст. 6 ряд
- Владиславский, Владимир Александрович (1891—1970) — актёр театра и кино, народный артист СССР; 2 уч. 7 ряд.
- Власов, Александр Васильевич (1900—1962) — Главный архитектор Киева (1944—1950) и Москвы (1950—1955), Президент Академии архитектуры СССР (1955—1956), автор проекта ЦПКиО им. Горького и Крымского моста, здания ВЦСПС, руководитель застройки Крещатика в Киеве и стадиона «Лужники» в Москве, профессор; 5 уч. 26 ряд.
- Власов, Василий Захарович (1906—1958) — механик, член-корреспондент АН СССР; 5 уч. 23 ряд
- Власов, Кузьма Алексеевич (1905—1964) — геохимик, член-корреспондент АН СССР (1953); 6 уч. 11 ряд
- Власова, Татьяна Александровна (1905—1986) — психолог, дефектолог, доктор психологических наук (1972), профессор (1976), академик АПН СССР (1982); 3 уч. 60 ряд
- Водяницкая, Галина Владимировна (1918—2007) — актриса театра и кино; 8 уч. 1 ряд.
- Воеводский, Владислав Владиславович (1917—1967) — физикохимик, академик АН СССР (1964); 6 уч. 37 ряд.
- Вознесенский, Андрей Андреевич (1933—2010) — поэт, прозаик, художник, архитектор; 4 уч. 54 ряд.
- Вознесенский, Иван Николаевич (1887—1946) — конструктор гидромашин, член-корреспондент АН СССР (1939); 4 уч. 45 ряд.
- Волгин, Вячеслав Петрович (1879—1962) — историк, общественный деятель, академик АН СССР; 8 уч. 17 ряд.
- Волков, Борис Иванович (1900—1970) — театральный художник, народный художник СССР (1965); рядом с родственником — художником В. К. Бялыницким-Бируля; 5 уч. 7 ряд.
- Волков, Леонид Андреевич (1893—1976) — актёр, режиссёр, педагог, народный артист РСФСР (1945), профессор Театрального училища имени М. С. Щепкина (1952); 1 уч. 4 ряд.
- Волков, Фёдор Андреевич (1898—1954) — генерал-лейтенант (1944), Герой Советского Союза (1945); автор памятника Г. Н. Постников; 4 уч. 25 ряд
- Волобуев, Павел Васильевич (1923—1997) — историк, академик АН СССР; колумбарий, 148 секция.
- Вологдин, Александр Григорьевич (1896—1971) — геолог, палеонтолог, член-корреспондент АН СССР (1939); колумбарий, 1 уч. слева от башни монастырской стены, секция 2-2
- Володин, Владимир Сергеевич (1891—1958) — актёр Московского театра оперетты, киноактёр, народный артист РСФСР (1947); 5 уч. 18 ряд.
- Волошин, Иван Макарович (1923—1990) — генерал армии; автор памятника А. И. Газалиев; 11 уч. 2 ряд
- Волчек, Галина Борисовна (1933—2019) — советская и российская актриса и режиссёр; 5 уч. 34 ряд.
- Вольский, Антон Николаевич (1897—1966) — металлург, академик АН СССР (1960); 6 уч. 29 ряд.
- Вольский, Аркадий Иванович (1932—2006) — российский политик и экономист, основатель РСПП; автор памятника А. И. Рукавишников; 11 уч. 5 ряд.
- Воробьёв, Михаил Петрович (1896—1957) — Маршал инженерных войск; 3 уч. 62 ряд
- Воробьёв, Яков Степанович (1900—1965) — генерал-лейтенант, Герой Советского Союза; 6 уч. 16 ряд
- Воронин, Павел Андреевич (1903—1984) — Генеральный директор авиационного производственного объединения, дважды Герой Социалистического Труда (1941, 1982), генерал-майор инженерно-авиационной службы (1944); 7 уч. лев.ст. 20 ряд.
- Воронков, Анатолий Константинович (1904—1969) — главный инженер, управляющий трестом «Кировуголь», Герой Социалистического Труда (1948); колумбарий, секция 131-3-2.
- Воронов, Авенир Аркадьевич (1910—1992) — учёный в области автоматизации, академик АН СССР (1970); 10 уч. 7 ряд.
- Воронов, Феодосий Дионисьевич (1904—1975) — директор Магнитогорского металлургического комбината (1954—1960, 1961—1968), заместитель Министра чёрной металлургии СССР (1968—1975), Герой Социалистического Труда (1958); 7 уч. лев.ст. 11 ряд.
- Воронцов, Юлий Михайлович (1929—2007) — советский и российский дипломат; колумбарий, 143 секция, в районе 10 уч. последнего ряда.
- Воскресенский, Леонид Александрович (1913—1965) — учёный в области испытаний ракетно-космической техники, Герой Социалистического Труда (1957), доктор технических наук (1958); 6 уч. 29 ряд
- Вотчал, Борис Евгеньевич (1895—1971) — терапевт, академик АМН СССР (1969); 7 уч. пр.ст. 16 ряд
- Всеволожский, Владимир Алексеевич (1931—2015) — геолог, заслуженный профессор МГУ, председатель Российского союза гидрогеологов; 4 уч. 49 ряд.
- Вул, Бенцион Моисеевич (1903—1985) — физик, академик АН СССР; 10 уч. 3 ряд.
- Вучетич, Евгений Викторович (1908—1974) — скульптор-монументалист, народный художник СССР, действительный член АХ СССР; 5 уч. 26 ряд.
- Выгодский, Марк Яковлевич (1898—1965) — математик, доктор физико-математических наук; 1 уч. 5 ряд
- Выготский, Лев Семёнович (1896—1934) — психолог, основатель культурно-исторической школы в психологии; 3 уч. 29 ряд